# 5168 Дженнер
5168 Дже́ннер (5168 Jenner) — астероїд головного поясу, відкритий 6 березня 1986 року.
Тіссеранів параметр щодо Юпітера — 3,427.